# Börsskär (öst Vårdö, Åland)
Börsskär är en ö i Åland (Finland). Den ligger i Skärgårdshavet och i kommunen Vårdö i landskapet Åland, i den sydvästra delen av landet. Ön ligger omkring 34 kilometer öster om Mariehamn och omkring 250 kilometer väster om Helsingfors.
Öns area är 11,5 hektar och dess största längd är 470 meter i sydöst-nordvästlig riktning. Ön höjer sig omkring 15 meter över havsytan.